# Kastaven (Fürstenberg/Havel)
Kastaven ist ein Wohnplatz im Ortsteil Himmelpfort der Stadt Fürstenberg/Havel. Er liegt auf einer Höhe von 69 m über NHN ca. 3 km nördlich der Ortslage von Himmelpfort und 1,5 km südwestlich von Sähle, einem bewohnten Gemeindeteil der Stadt Lychen. Kastaven entstand um 1709 als Heidevorwerk auf der Feldmark des Anfang des 15. Jahrhunderts wüst gefallenen Dorfes Kastaven, dessen alte Dorfstätte rund ein Kilometer nordöstlich im Wald liegt. Dort dokumentiert ein Friedhof mit dem Rest einer mittelalterlichen Feldsteinkirche die Mitte des alten Dorfes. Zwischen Großem und Kleinem Kastavensee liegt eine weitere Siedlung mit dem Namen Kastaven, die aber zur Stadt Lychen gehört.

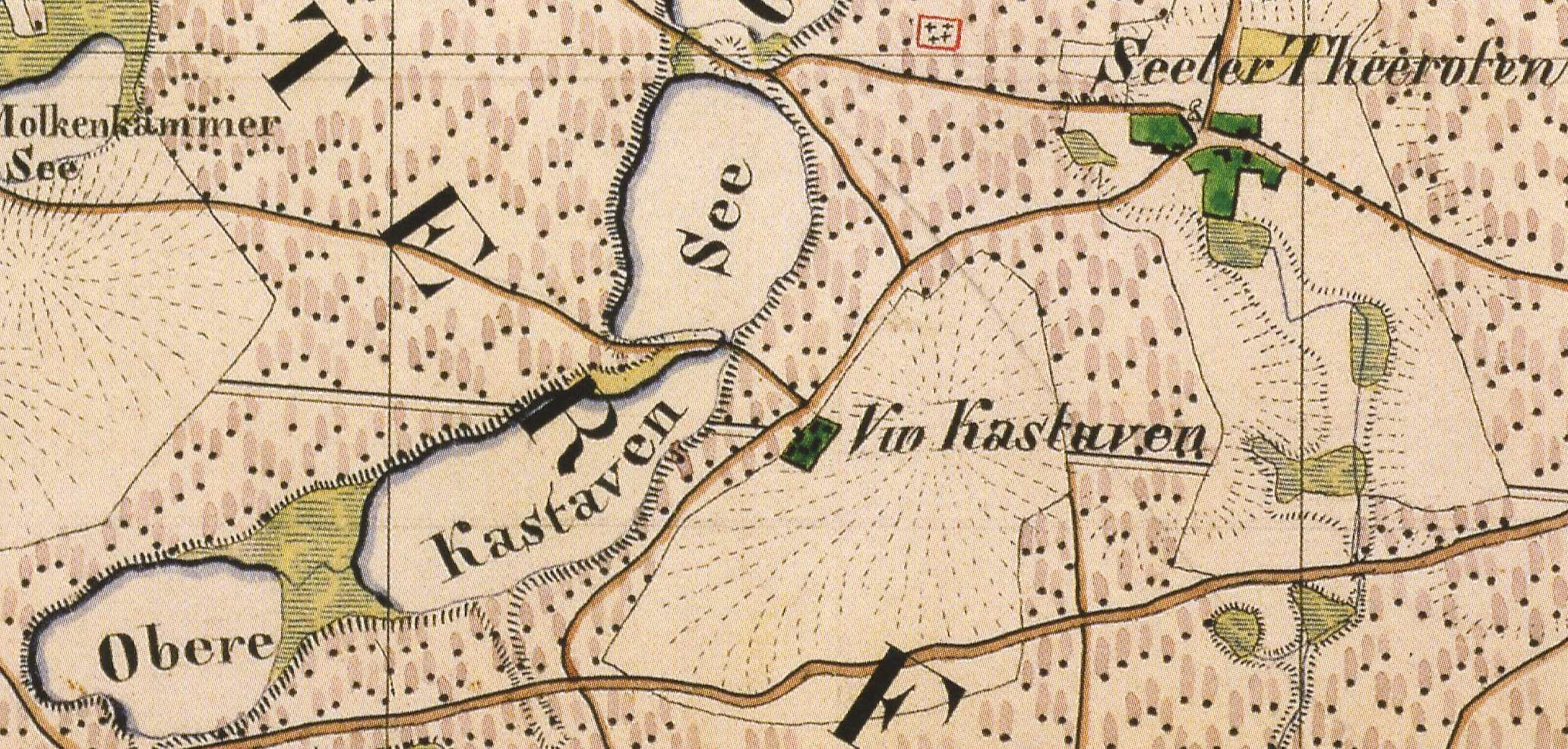
Vorwerk Kastaven und Sähle auf dem Urmesstischblatt 2745 Lychen von 1825

## Geschichte
Das mittelalterliche Dorf Kastaven (Carstauel) gehörte zur Erstausstattung des Klosters Himmelpfort, das 1299 vom brandenburgischen Markgrafen Albrecht dem III. gestiftet wurde. Vermutlich nach einem schweren Raubüberfall und Zerstörung des Dorfes Anfang des 15. Jahrhunderts wurde das Dorf nicht wieder aufgebaut und fiel wüst. 1574 beackerten die Kossäten von Rutenberg die Felder auf der Feldmark Kastaven. Für das Jahr 1709 ist erstmals wieder eine Ansiedlung, ein sog. Heidevorwerk auf der Feldmark Kastaven nachgewiesen, das von der Herrschaft Badingen und Himmelpfort angelegt worden ist. Es lag 1 km südwestlich der alten Dorfstätte.
Nur wenige Jahre später (ca. 1727) entstand 1,5 km nordöstlich dieses Vorwerks ein Teerofen, genannt die Seele und ein weiteres Vorwerk, später auch Hammelstall genannt, aus dem sich später der bewohnte Gemeindeteil Sähle von Retzow (Ortsteil der Stadt Lychen) entwickelte.
1801 und 1817 wurde das Gut als Vorwerk Kastaven bezeichnet. Es hatte eine Feuerstelle (= Haushaltung) und einen Einlieger. Als Vorwerk Kastaven ist es auch im Urmesstischblatt eingezeichnet. 1835 wurde das Vorwerk Kastaven aufgelöst. 1845 verkaufte der damalige Erbgutspächter Sülzer das Gut Himmelpfort einschließlich des Vorwerks Kastaven an den Domänenfiskus. 1852 ist das Vorwerk Kastaven "ganz aufgelöst". 1865 wurde auf der Stelle des früheren Vorwerks ein zum Forstrevier Himmelpfort gehöriges Königliches Försteretablissement errichtet. 1900, 1931 und 1950 wurde der Wohnplatz weiter als Forsthaus genutzt. 1980 gehörte das Haus zum Staatlichen Forstwirtschaftsbetrieb Gransee, Revierförsterei Kastaven.